# Calcio alla XXVII Universiade - Torneo maschile
Il torneo maschile di calcio alla XXVII Universiade si svolge dal 5 al 16 luglio 2013 a Kazan', in Russia.

## Squadre qualificate
| Africa             | America                             | Asia                   | Europa                                                    |
| ------------------ | ----------------------------------- | ---------------------- | --------------------------------------------------------- |
| Algeria (ritirata) | Brasile Canada Messico Perù Uruguay | Cina Giappone Malaysia | Francia Irlanda Italia Regno Unito Russia Turchia Ucraina |

## Fase a gironi

### Gruppo A
| Arbitro: | Antonio Damato |

|             |           |                                 |
| Djadjun 16’ | Marcatori | 12’ Davidson 81’ (rig.) Forsyth |

| Kazan' 5 luglio 2013, ore 20:00 UTC+4 | Cina           | 0 – 0 referto | Messico | Stadio Trudovye Rezervy\| Arbitro: \| Sergiu Derenov \| |
| Arbitro:                              | Sergiu Derenov |               |         |                                                         |

| Arbitro: | Kulasande Qongqo |

|                         |           |  |
| Nikitin 55’ Ustinov 69’ | Marcatori |  |

| Arbitro: | Silviu-Ionel Petrescu |

|                                 |           |                       |
| Han Guanghui 45+2’ Cui Boyu 89’ | Marcatori | 2’ Addis 44’ Mulligan |

| Arbitro: | Diego Haro |

|                                |           |  |
| Djadjun 66’ Bezlichotnov 90+3’ | Marcatori |  |

| Arbitro: | Yudai Yamamoto |

|              |           |  |
| Alvarado 37’ | Marcatori |  |

| Squadra | P.ti | G | V | P | S | RF | RS | DR |
| ------- | ---- | - | - | - | - | -- | -- | -- |
| Russia  | 6    | 3 | 2 | 0 | 1 | 5  | 2  | +3 |
| Irlanda | 4    | 3 | 1 | 1 | 1 | 4  | 4  | 0  |
| Messico | 4    | 3 | 1 | 1 | 1 | 1  | 2  | -1 |
| Cina    | 2    | 3 | 0 | 2 | 1 | 2  | 4  | -2 |

### Gruppo B
| Arbitro: | Kulasande Qongqo |

|                                                         |           |  |
| Nagasawa 12’ (rig.) Chajima 72’ Akasaki 79’ Shimoda 83’ | Marcatori |  |

| Arbitro: | Silviu-Ionel Petrescu |

|                        |           |                          |
| Pirotto 15’ Davila 87’ | Marcatori | 25’ Kurylo 26’ Kravčenko |

| Arbitro: | Diego Haro |

|                                             |           |                    |
| Akasaki 50’, 80’ Kuruyama 63’ Matsumoto 75’ | Marcatori | 29’ Klymentivs'kyj |

| Arbitro: | Tan Hai |

|            |           |         |
| Dávila 46’ | Marcatori | 17’ Sen |

| Arbitro: | Vladimir Kazmenko |

|             |           |  |
| Chajima 72’ | Marcatori |  |

| Arbitro: | Alexandr Aliyev |

|                                      |           |           |
| Halenko 50’ Kravčenko 59’ Kifa 90+4’ | Marcatori | 61’ Cakir |

| Squadra  | P.ti | G | V | P | S | RF | RS | DR |
| -------- | ---- | - | - | - | - | -- | -- | -- |
| Giappone | 9    | 3 | 3 | 0 | 0 | 9  | 1  | +8 |
| Ucraina  | 4    | 3 | 1 | 1 | 1 | 6  | 7  | -1 |
| Uruguay  | 2    | 3 | 0 | 2 | 1 | 3  | 4  | -1 |
| Turchia  | 1    | 3 | 0 | 1 | 2 | 2  | 8  | -6 |

### Gruppo C
| Arbitro: | Jorge Rojas |

|  |           |                            |
|  | Marcatori | 21’ Thamil 87’ Saarvindran |

| Arbitro: | Aleksandr Aliyev |

|                     |           |  |
| Aldred 19’ Dyer 49’ | Marcatori |  |

| Arbitro: | Oleksandr Derdo |

|  |           |          |
|  | Marcatori | 68’ Masi |

| Squadra     | P.ti | G | V | P | S | RF | RS | DR |
| ----------- | ---- | - | - | - | - | -- | -- | -- |
| Regno Unito | 3    | 2 | 1 | 0 | 1 | 2  | 1  | +1 |
| Malaysia    | 3    | 2 | 1 | 0 | 1 | 2  | 2  | 0  |
| Italia      | 3    | 2 | 1 | 0 | 1 | 1  | 2  | -1 |

### Gruppo D
| Arbitro: | Vladimir Kazmenko |

|                     |           |  |
| Jefersom Berger 69’ | Marcatori |  |

| Arbitro: | Yudai Yamamoto |

|                     |           |                        |
| Bams 26’ Murphy 77’ | Marcatori | 11’ Matumona 26’ Villa |

| Kazan' 8 luglio 2013, ore 20:00 UTC+4 | Brasile    | 0 – 0 referto | Francia | Stadio Olymp\| Arbitro: \| Chang Chih \| |
| Arbitro:                              | Chang Chih |               |         |                                          |

| Arbitro: | Oleksandr Derdo |

|                         |           |  |
| Clerc 31’ Kovacevic 64’ | Marcatori |  |

| Arbitro: | Antonio Damato |

|            |           |                   |
| Berger 38’ | Marcatori | 59’ (rig.) Murphy |

| Arbitro: | Jorge Rojas |

|                              |           |  |
| Bacle 14’ Bezecourt 78’, 89’ | Marcatori |  |

| Squadra | P.ti | G | V | P | S | RF | RS | DR |
| ------- | ---- | - | - | - | - | -- | -- | -- |
| Francia | 5    | 3 | 1 | 2 | 0 | 5  | 2  | +3 |
| Canada  | 5    | 3 | 1 | 2 | 0 | 5  | 3  | +2 |
| Brasile | 5    | 3 | 1 | 2 | 0 | 2  | 1  | +1 |
| Perù    | 0    | 3 | 0 | 0 | 3 | 0  | 6  | -6 |

## Classification round

### Quarti di finale

#### 9º-16º posto
| Arbitro: | Sergiu Derenov |

|                                              |           |  |
| Muratori 42’ Degeri 48’ Ricci 67’ Parodi 89’ | Marcatori |  |

| Arbitro: | Tan Hai |

|                              |                      |                                    |
| Loya 11’ Alvarado 43’, 45+1’ | Marcatori            | 64’ (rig.), 74’ Bazalar 82’ Loyola |
| Madrigal Gutiérrez Ledezma   | Tiri di rigore 3 – 0 | Ríos Farfán Loyola                 |

| Arbitro: | Eiko Saar |

|           |           |                                             |
| Franci 4’ | Marcatori | 35’, 82’ Li Xun 49’ Hu Ming 84’ Han Guanghu |

### Semifinali

#### 13º-16º posto
| Arbitro: | Yudai Yamamoto |

|                          |           |            |
| Alaeddinoglu 4’ Turk 78’ | Marcatori | 83’ Arenas |

#### 9º-12º posto
| Arbitro: | Mohd Amirul Izwan Bin Yaacob |

|                              |                      |                                  |
| Santini 58’ (rig.)           | Marcatori            | 78’ Vázquez                      |
| Parodi Muratori Burato Carta | Tiri di rigore 1 – 3 | Ledezma Méndez Vázquez Gutiérrez |

| Arbitro: | Alexandr Aliyev |

|                                                   |                      |                                                            |
| Pirotto 87’ Carlevaro 90’                         | Marcatori            | 37’, 75’ Hu Ming                                           |
| Guerrero Pirotto Púa Vidal Fernández Finocchietti | Tiri di rigore 6 – 5 | Li Xun Han Guanghui Guo Ziyin Qian Changjie Lu Bin Hu Ming |

#### 5º-8º posto
| Arbitro: | Kulasande Qongqo |

|                                               |                      |                                               |
| Davidson 64’ (rig.)                           | Marcatori            | 70’ Saarvindran                               |
| O'Shea Addis Omahony Davidson Scallan Andrews | Tiri di rigore 1 – 3 | Thamil Saarvindran Fadhli Reuben Irfan Ferris |

| Arbitro: | Tan Hai |

|  |           |                |
|  | Marcatori | 66’ Kravchenko |

### Finali

#### 13º posto
| Arbitro: | Tan Hai |

|                                                        |           |                              |
| Yıldırım 13’ Çakır 24’ Alaeddinnoğlu 44’ Osmanoğlu 89’ | Marcatori | 16’ (rig.) Berger 46’ Paixão |

#### 11º posto
| Arbitro: | Silviu-Ionel Petrescu |

|                  |           |             |
| Santini 24’, 36’ | Marcatori | 11’ Hu Ming |

#### 9º posto
| Arbitro: | Sergiu Derenov |

|                                        |           |           |
| Méndez 44’ Vázquez 45+1’ Gutiérrez 72’ | Marcatori | 5’ Dávila |

#### 7º posto
| Arbitro: | Vladimir Kazmenko |

|                 |           |                                         |
| Saarvindran 28’ | Marcatori | 40’ Visintin 49’ Medoruma 83’ Kovacevic |

#### 5º posto
| Arbitro: | Diego Haro |

|                                          |           |               |
| Mernagh 17’ Addis 76’ Omahony 83’ (rig.) | Marcatori | 88’ Kravčenko |

## Fase a eliminazione diretta

### Tabellone
|  | Quarti di finale | Quarti di finale  |               |        | Semifinali                | Semifinali                |  |  | Finale    | Finale |
|  |                  |                   |               |        |                           |                           |  |  |           |        |
|  | 12 luglio        |                   |               |        |                           |                           |  |  |           |        |
|  |                  |                   |               |        |                           |                           |  |  |           |        |
|  | Francia (dtr)    | 0 (4)             |               |        |                           |                           |  |  |           |        |
|  | Francia (dtr)    | 0 (4)             | 14 luglio     |        |                           |                           |  |  |           |        |
|  | Irlanda          | 0 (3)             |               |        |                           |                           |  |  |           |        |
|  | Irlanda          | 0 (3)             | Francia (dtr) | 1 (3)  |                           |                           |  |  |           |        |
|  | 12 luglio        |                   | Francia (dtr) | 1 (3)  |                           |                           |  |  |           |        |
|  |                  | Giappone          | 1 (1)         |        |                           |                           |  |  |           |        |
|  | Giappone         | Giappone          | 1 (1)         | 4      |                           |                           |  |  |           |        |
|  | Giappone         |                   | 16 luglio     | 4      |                           |                           |  |  |           |        |
|  | Malaysia         | 0                 |               |        |                           |                           |  |  |           |        |
|  | Malaysia         | 0                 | Francia (dts) | 3      |                           |                           |  |  |           |        |
|  | 12 luglio        |                   | Francia (dts) | 3      |                           |                           |  |  |           |        |
|  |                  | Regno Unito       | 2             |        |                           |                           |  |  |           |        |
|  | Russia           | Regno Unito       | 2             | 4      |                           |                           |  |  |           |        |
|  | Russia           | 14 luglio         |               | 4      |                           |                           |  |  |           |        |
|  | Canada           | 1                 |               |        |                           |                           |  |  |           |        |
|  | Canada           | 1                 | Russia        | 1 (3)  | Finale per il terzo posto | Finale per il terzo posto |  |  |           |        |
|  | 12 luglio        |                   | Russia        | 1 (3)  | Finale per il terzo posto | Finale per il terzo posto |  |  |           |        |
|  |                  | Regno Unito (dtr) | 1 (5)         |        |                           |                           |  |  |           |        |
|  | Regno Unito      | Regno Unito (dtr) | 1 (5)         | 1      | Giappone                  | 3                         |  |  |           |        |
|  | Regno Unito      |                   |               | 1      | Giappone                  | 3                         |  |  |           |        |
|  | Ucraina          | 0                 |               | Russia | 0                         |                           |  |  |           |        |
|  | Ucraina          | 0                 |               |        | 0                         |                           |  |  |           |        |
|  |                  |                   |               |        |                           |                           |  |  | 16 luglio |        |
|  |                  |                   |               |        |                           |                           |  |  |           |        |

### Quarti di finale
| Arbitro: | Oleksandr Derdo |

|                                         |                      |                                      |
| Gazagnes Barsotti Merhouni Bacle Sanson | Tiri di rigore 4 – 3 | Forsyth Addis Malone Davidson O'Shea |

| Arbitro: | Chang Chih |

|                                                   |           |  |
| Izumisawa 6’ Nakagawa 7’ Nagasawa 81’ Akasaki 83’ | Marcatori |  |

| Arbitro: | Jorge Rojas |

|                                               |           |                     |
| Djadjun 9’, 28’ Nikiforov 90+1’ Bočarov 90+2’ | Marcatori | 45+2’ (rig.) Murphy |

| Arbitro: | Antonio Damato |

|                 |           |  |
| Malin 1’ (rig.) | Marcatori |  |

### Semifinali
| Arbitro: | Silviu-Ionel Petrescu |

|                           |                      |                                   |
| Villa 45+1’               | Marcatori            | 67’ Akasaki                       |
| Gazagnes Barsotti Vasseur | Tiri di rigore 3 – 1 | Nagasawa Futami Chajima Matsumoto |

| Arbitro: | Diego Haro |

|                                      |                      |                                 |
| Djadjun 68’                          | Marcatori            | 80’ Rae                         |
| Djadjun Bezlichotnov Nikitin Golubev | Tiri di rigore 3 – 5 | Platt Dyer Winter Richman Moses |

### Finale 3º posto
| Arbitro: | Jorge Rojas |

|                            |           |  |
| Ogawa 17’ Akasaki 82’, 89’ | Marcatori |  |

### Finale
| Arbitro: | Antonio Damato |

|                                           |           |                |
| Sotoca 18’ Winter 51’ (aut.) Weyders 113’ | Marcatori | 68’, 90+3’ Rae |

## Classifica finale
| Pos. | Squadra     | Ris.  |
| ---- | ----------- | ----- |
|      | Francia     | 4–2–0 |
|      | Regno Unito | 3–0–2 |
|      | Giappone    | 5–0–1 |
| 4    | Russia      | 3–0–3 |
| 5    | Irlanda     | 3–1–2 |
| 6    | Ucraina     | 2–1–3 |
| 7    | Canada      | 2–2–2 |
| 8    | Malaysia    | 1–0–4 |
| 9    | Messico     | 4–1–1 |
| 10   | Uruguay     | 1–2–2 |
| 11   | Italia      | 3–0–2 |
| 12   | Cina        | 1–2–3 |
| 13   | Turchia     | 2–1–3 |
| 14   | Brasile     | 1–2–2 |
| 15   | Perù        | 0–0–5 |